# Now It’s Overhead
Now It’s Overhead war eine US-amerikanische Alternative/Indie-Rock-Band aus Athens, Georgia.

## Bandgeschichte
Now It’s Overhead wurde von Singer-Songwriter Andy LeMaster zunächst als Studio-Projekt gegründet, um eine Sammlung von Songs einzuspielen, die er in den vorangegangenen zwei Jahren komponiert hatte. Zur Studiobesetzung zählten Maria Taylor und Orenda Fink von Azure Ray und der Schlagzeuger Clay Leverett. Das 2001 veröffentlichte selbstbetitelte Album wurde von Saddle Creek erfolgreich vertrieben, so dass aus der Studioformation eine Vollzeitband entstand. Da in der Folgezeit Andy LeMaster wieder verstärkt für seine Band Bright Eyes tätig wurde und auch Maria Taylor und Orenda Fink ihr Projekt Azure Ray vorantrieben, kam das Nachfolgealbum Fall Back Open erst 2004 heraus. Zwei Jahre später, nachdem mit Brad Register und Curtis Brown zwei weitere Mitglieder zur Band gekommen waren, erschien das dritte Studioalbum Dark Light Daybreak. Register und Brown sind auch bei der Band Summerbirds in the Cellar. Den Rest des Jahres 2006 verbrachte die Band mit der Promotion ihres neuen Albums. 2007 spielten sie im Vorprogramm der schottischen Band Idlewild auf deren Tour durch Großbritannien. Seit 2007 gab es keine Auftritte oder Veröffentlichungen mehr, so dass von einer Auflösung der Band ausgegangen werden muss.

## Trivia
- Michael Stipe von R.E.M. und Conor Oberst von Bright Eyes lieferten kleinere Beiträge zum Album Fall Back Open.
- Now it’s overhead bedeutet übersetzt nun ist es überkopf, so dass es (wie beim Overheadprojektor) von allen Zuschauern wahrgenommen werden kann.

## Diskografie

### Alben
- 2001: Now It’s Overhead (Saddle Creek)
- 2004: Fall Back Open (Saddle Creek)
- 2006: Dark Light Daybreak (Saddle Creek)

### Singles und EPs
- 2004: Wait in a Line (Saddle Creek)

### Kompilationsbeiträge
- 2002: Wonderful Scar/Dark Cycle − Saddle Creek 50 (Saddle Creek)
- 2003: Wonderful Scar − Backstage (Persona Non Grata)
- 2004: Wait in a Line − La Compilation 2004 (La Route Du Rock)
- 2004: Wonderful Scar − Sounds Now! (Musikexpress)
- 2005: Breathe − Lagniappe (Saddle Creek)
- 2006: Let Up, Walls − Happy Hollow (Saddle Creek)